# Eficácia da ajuda
A eficácia da ajuda é o grau de sucesso ou fracasso da ajuda internacional (ajuda ao desenvolvimento ou ajuda humanitária). A preocupação com a eficácia da ajuda pode estar em um alto nível de generalidade (se a ajuda, em média, cumpre as principais funções que se supõe que ela tenha) ou pode ser mais detalhada (considerando os graus relativos de sucesso entre diferentes tipos de ajuda em diferentes circunstâncias).
As questões de eficácia da ajuda têm sido altamente contestadas por acadêmicos, comentaristas e profissionais: há uma vasta literatura sobre o assunto. Os estudos econométricos do final do século XX geralmente consideravam que a eficácia média da ajuda era mínima ou até negativa. Em geral, esses estudos parecem ter produzido resultados mais positivos no início do século XXI, mas o quadro é complexo e está longe de ser claro em muitos aspectos.
Foram feitas muitas prescrições sobre como melhorar a eficácia da ajuda. De 2003 a 2011, houve um movimento global em nome da eficácia da ajuda, em torno de quatro fóruns de alto nível sobre eficácia da ajuda. Esses fóruns elaboraram um conjunto de boas práticas referentes à coordenação da administração da ajuda e às relações entre doadores e países beneficiários. A partir de 2011, esse movimento foi incorporado a um movimento mais amplo de cooperação eficaz para o desenvolvimento, amplamente incorporado pela Parceria Global para a Cooperação Eficaz para o Desenvolvimento.

## O conceito de eficácia de ajuda
Qualquer discussão sobre "eficácia" deve se basear em entendimentos ou suposições sobre os objetivos. Em discussões públicas sobre a eficácia da ajuda, o objetivo geral geralmente é impulsionar o desenvolvimento dos países beneficiários e, portanto, o bem-estar das pessoas que vivem neles. Mas "desenvolvimento" e "bem-estar" são conceitos complexos e delicados. O indicador resumido mais popular para o desenvolvimento de um país é, provavelmente, a renda nacional média per capita de sua população, mas esse indicador não captura as desigualdades de riqueza e poder, nem as características estruturais das instituições e da economia do país. Desde a década de 1990, o objetivo principal da ajuda tem sido amplamente visto como a redução da pobreza, mas isso também pode ser interpretado de várias maneiras (Em quanto tempo? De forma sustentável? Em que nível?). Essas ambiguidades devem ser esclarecidas ou, pelo menos, levadas em conta ao se considerar a eficácia da ajuda.
De acordo com a principal definição internacional de ajuda - Assistência Oficial para o Desenvolvimento (ADO) - quaisquer motivos egoístas dos doadores de ajuda devem estar estritamente subordinados ao objetivo de promover o desenvolvimento econômico e o bem-estar dos países em desenvolvimento. Esses motivos - que podem envolver alianças estratégicas, compensações diplomáticas, vantagens comerciais e outros benefícios políticos - são atualmente discutidos como obstáculos à eficácia da ajuda e não como objetivos alternativos.
Na primeira década do século XX, a "eficácia da ajuda" foi o foco declarado de um movimento que reuniu os principais países doadores e receptores e organizações relacionadas à ajuda, envolvendo uma série de fóruns de alto nível sobre a eficácia da ajuda. A agenda desse movimento tratava, em grande parte, de boas práticas nas relações entre doadores e beneficiários e, em alguns casos, essas boas práticas passaram a ser vistas como proxies da eficácia da ajuda.

## História
Os temas históricos da eficácia da ajuda são bastante diferentes para a ajuda humanitária e a ajuda ao desenvolvimento, por isso foram tratados em seções diferentes a seguir.

### Eficácia da ajuda ao desenvolvimento (perspectiva histórica)

#### 1945 - início da década de 1970:Boomdo pós-guerra
Embora a ajuda dos EUA seja amplamente creditada por ter acelerado a reconstrução da Europa Ocidental após a Segunda Guerra Mundial, houve dúvidas sobre a eficácia dessa ajuda. G. A. Duncan, em 1950, deplorou o caráter governamental do auxílio Marshall, argumentando que os empréstimos privados poderiam ter atingido os objetivos econômicos de forma mais eficiente. Ele reconheceu que o fornecimento de ajuda oficial também tinha outros objetivos - políticos.
Quando a ajuda econômica dos EUA foi transferida da Europa para os países mais pobres - conforme sinalizado inicialmente pelo Presidente Truman no Ponto Quatro de seu discurso de posse em 1949 - a estrutura estratégica era a de construir um "mundo livre" em face da "ameaça comunista". Na década de 1950, a assistência oficial ao desenvolvimento dos EUA foi mobilizada juntamente com a ajuda militar no âmbito do Programa de Segurança Mútua. Um relatório de 1957 do Comitê Especial do Senado admitiu que era impossível provar a eficácia da ajuda dos EUA desde a Segunda Guerra Mundial, mas considerou que, sem ela, vários países poderiam ter sido "perdidos" para a esfera de influência da União Soviética. Para maior clareza no futuro, o comitê tentou destilar os propósitos da ajuda dos EUA em quatro:
- A necessidade de defesa: a ajuda poderia persuadir e permitir que outras nações se tornassem aliadas militares (importante para manter bases aéreas em partes distantes do mundo).
- A necessidade econômica: a ajuda poderia trazer mais nações para um sistema global de comércio que beneficiaria os EUA.
- A necessidade política: a ajuda poderia ser um fator (entre muitos outros necessários) para ajudar os países a fazer "progresso político de longo prazo em direção à liberdade" em vez de ao totalitarismo.
- O motivo humanitário, que era visto na resposta a "desastres naturais ou outras condições inesperadas".[10]

O primeiro desses motivadores de ajuda poderia ser visto, durante a Guerra Fria, como parte de uma competição com a União Soviética para ganhar influência. Mas, muitas vezes, observou-se que a ajuda fracassou nesse aspecto; por exemplo, nas décadas de 1950 e 1960, o Egito e o Afeganistão receberam ajuda de ambos os lados sem assumir um compromisso decisivo de qualquer forma, e o grande apoio russo à China e à Indonésia não impediu que os líderes desses países se voltassem contra seu antigo patrono.
Uma teoria mais detalhada sobre os tipos de efeito e os caminhos causais por meio dos quais a ajuda poderia ser eficaz foi desenvolvida por Max Millikan e Walt Rostow em meados e no final da década de 1950, expressa em "A Proposal" de 1956. Essa proposta afirmava que a ajuda na forma de fundos de investimento poderia promover a "decolagem" das economias para um crescimento autossuficiente. Além disso, sugeriu que essa transformação econômica, canalizada adequadamente, poderia produzir um tipo de sociedade livre e democrática ao fornecer: uma saída construtiva para o nacionalismo; um solvente social ao interessar as elites urbanas em um setor agrícola dinâmico; um estímulo para o surgimento de líderes autênticos; incentivos para as atitudes de responsabilidade política necessárias para apoiar a democratização; e sentimentos de solidariedade internacional. Posteriormente, Rostow elaborou a teoria da "decolagem" do desenvolvimento em sua obra mais famosa, "As Etapas do Crescimento Econômico", na qual afirmou que era necessário um grande aumento da ajuda econômica para superar os efeitos do crescimento populacional.
Em 1966, Hollis Chenery e Alan Strout publicaram um modelo macroeconômico ainda mais sofisticado e influente sobre a forma como a ajuda poderia impulsionar o desenvolvimento. Ele envolvia identificar, para cada país, se os gargalos para o crescimento econômico estavam na disponibilidade de habilidades, poupança interna ou receitas de exportação. Dessa forma, uma combinação adequada de assistência técnica, subsídios ou empréstimos poderia ser decidida. O foco estava em atingir um nível-alvo de crescimento do PNB, o que ajudou a consolidá-lo como o principal indicador da eficácia da ajuda. Naquela época, Chenery e Strout apontaram as Filipinas, Taiwan, Grécia e Israel como exemplos de países que pareciam ter alcançado taxas de crescimento autossustentáveis com a ajuda da ajuda.

#### Início da década de 1970 - meados da década de 1990: A ascensão do neoliberalismo
O fim do boom do pós-guerra, marcado especialmente pela crise do petróleo de 1973, foi um divisor de águas nas atitudes em relação à eficácia da ajuda, pois forçou uma reavaliação dos modelos existentes.
Nas décadas de 1980 e 1990, as ONGs desempenharam um papel maior na ajuda internacional.
Após o fim da Guerra Fria, o foco declarado da ajuda oficial começou a se direcionar mais para o alívio da pobreza e a promoção do desenvolvimento. Os países mais necessitados e pobres se tornaram mais prioritários. Com o fim da Guerra Fria, os doadores ocidentais puderam impor melhor a condicionalidade da ajuda porque não tinham mais interesses geopolíticos nos países receptores. Isso permitiu que os doadores condicionassem a ajuda à realização de mudanças econômicas e democráticas por parte dos governos receptores. Foi nesse contexto que o movimento de eficácia da ajuda internacional começou a tomar forma no final da década de 1990, quando os governos doadores e as agências de ajuda começaram a trabalhar juntos para melhorar a eficácia.

#### Final da década de 1990 em diante: Parcerias da geração do milênio

##### O movimento global de "eficácia"
A eficácia da ajuda passou a ser mais fortemente reconhecida como um objetivo multilateral global em 2002, na Conferência Internacional sobre Financiamento para o Desenvolvimento, em Monterrey, México, que estabeleceu o Consenso de Monterrey. Lá, a comunidade internacional concordou em aumentar seu financiamento para o desenvolvimento, mas reconheceu que mais dinheiro por si só não era suficiente. Tanto os doadores quanto os países em desenvolvimento queriam saber se a ajuda seria usada da forma mais eficaz possível. Eles queriam que ela desempenhasse seu papel ideal para ajudar os países pobres a atingir os Objetivos de Desenvolvimento do Milênio, o conjunto de metas acordadas por 192 países em 2000, que visava reduzir a pobreza mundial pela metade até 2015. Nos nove anos seguintes, um processo pontuado por quatro fóruns de alto nível sobre a eficácia da ajuda (Roma 2003, Paris 2005, Accra 2008 e Busan 2011) consolidou um conjunto de boas práticas reconhecidas na eficácia da ajuda e uma estrutura para monitorá-las.
Em 2011, a agenda global dominante sobre a "eficácia da ajuda" foi incluída em um movimento mais amplo de "cooperação eficaz para o desenvolvimento". Isso foi incorporado na Parceria Global para a Cooperação Eficaz para o Desenvolvimento (GPEDC), mandatada no Quarto Fórum de Alto Nível sobre a Eficácia da Ajuda em Busan, em 2011. A GPEDC endossou os princípios e compromissos anteriores de "eficácia da ajuda" e acrescentou outros mais amplamente relacionados à cooperação para o desenvolvimento.
Outra parceria global que segue a abordagem de "cooperação eficaz para o desenvolvimento" é a UHC2030 (Parceria Internacional de Saúde para a Assistência Universal à Saúde 2030), anteriormente conhecida simplesmente como Parceria Internacional de Saúde (ou IHP+).
Veja abaixo mais detalhes sobre os princípios e práticas de eficácia da ajuda defendidos por esse movimento e pelas parcerias que o compõem.

### Eficácia da ajuda humanitária (perspectiva histórica)
A fome generalizada em Biafra durante a Guerra Civil da Nigéria (1967-1970) levou a um maior envolvimento das ONGs em eventos como a primeira tentativa de uma ponte aérea de Biafra. A forma como a ajuda foi alocada durante a fome de 1983-1985 na Etiópia mudou para sempre a maneira como os governos e as ONGs respondem às emergências internacionais que ocorrem em situações de conflito e levantou questões preocupantes sobre o relacionamento entre as agências humanitárias e os governos anfitriões.

## Resultados e críticas sobre a eficácia da ajuda
Há um amplo consenso de que a ajuda, por si só, não é suficiente para tirar os países em desenvolvimento da pobreza e que não é o instrumento potencial mais poderoso para promover esse objetivo. Os debates sobre a eficácia da ajuda são sobre o grau de significância dos efeitos da ajuda, a extensão de seus efeitos desfavoráveis e a eficácia relativa dos diferentes tipos de ajuda.

### Principais críticas

#### P. T. Bauer
O economista britânico P. T. Bauer argumentou que a ajuda causava mais danos do que benefícios, principalmente em seus livros "Dissent on Development" (1972) e "Reality and Rhetoric" (1984). O principal efeito prejudicial era que a ajuda canalizava recursos por meio dos governos, possibilitando um planejamento estatal ineficiente e produzindo uma "politização da vida" geral, na qual a população transferia suas atividades para a esfera política em vez da econômica. Por outro lado, Bauer via os benefícios da ajuda como limitados a evitar os custos de empréstimos comerciais, que ele não considerava um fator significativo no desenvolvimento dos países (pp. 47-49). Ele acreditava que as escolhas dos projetos de ajuda eram geralmente controladas por governos beneficiários menos interessados em aliviar a pobreza do que em enriquecer a elite (pp. 49-52).

#### Dambisa Moyo
A renomada economista zambiana Dambisa Moyo tem sido uma ferrenha opositora da ajuda ao desenvolvimento e a chama de "a pior decisão da política moderna de desenvolvimento". Seu livro de 2009, Dead Aid, descreve como a ajuda incentivou cleptocracias, corrupção, dependência da ajuda e uma série de efeitos econômicos prejudiciais e espirais viciosas de desenvolvimento na África. Ela argumenta que a ajuda externa proporciona um ganho inesperado aos governos, o que pode incentivar formas extremas de busca de renda e, ao proporcionar um choque positivo de receita, levar à doença holandesa. Além disso, esse dinheiro fácil oferece aos governos uma saída do contrato entre eles e seu eleitorado: o contrato que estabelece que eles devem fornecer bens públicos em troca de impostos. Em suma, ele "permite que o Estado abdique de suas responsabilidades para com seu povo". É importante observar que Moyo se refere especificamente à ajuda bilateral e multilateral do governo e não à caridade de pequenos agricultores, ajuda humanitária ou emergencial. Suas prescrições pedem mais comércio e investimento estrangeiro direto, enfatizando o papel crescente da China na África. Moyo também defende esquemas de microfinanciamento, conforme popularizado pelo sucesso generalizado do Grameen Bank, para estimular o empreendedorismo no continente em nível local, construindo assim de baixo para cima, em oposição à abordagem de cima para baixo adotada pela ajuda.

### Estudos econométricos
Muitos estudos econométricos tentaram estabelecer conclusões amplas sobre a ajuda, usando a análise de regressão em um painel de países receptores (verificando se os diferentes valores e prazos de ajuda recebidos poderiam ser correlacionados com indicadores de desenvolvimento). Esses estudos criaram um quadro misto sobre a eficácia média da ajuda, mas no qual o pessimismo do final do século XX parece ter cedido lugar a um otimismo qualificado no início do século XXI. Consulte a tabela na subseção "Principais estudos econométricos e suas conclusões", abaixo.

#### Desafios para a medição
Deve-se ter em mente que esses estudos econométricos enfrentam muitos problemas. Um desafio para avaliar a eficácia da ajuda é que a ajuda visa a uma variedade de propósitos: parte dela visa principalmente à redução da pobreza, parte ao crescimento econômico e parte a outros objetivos, como melhor governança ou redução das desigualdades sociais. Muitas vezes, não fica muito claro quais são os objetivos principais, o que dificulta a medição dos resultados em relação às intenções. Roodman (2007), por exemplo, descobriu que os resultados de sete estudos econométricos anteriores, inclusive o muito influente de Burnside e Dollar (1997, 2000), não sobreviveram à definição de termos-chave de outras formas plausíveis. Além disso, diferentes objetivos têm diferentes implicações para a escala de tempo em que os resultados devem ser buscados. Os diferentes setores e modalidades de ajuda têm efeitos diferentes, assim como os fatores contextuais nos países receptores. No entanto, análises cada vez mais sofisticadas têm feito progressos na contabilização desses efeitos complicados.
Os estudos econométricos frequentemente mostram resultados mais pessimistas do que se poderia esperar do acúmulo de sucessos relatados pelas agências doadoras e implementadoras em seus projetos e programas. Paul Mosley chamou esse fenômeno de paradoxo micro-macro e ofereceu três possíveis explicações: medição imprecisa, fungibilidade e "backwash" ou efeitos colaterais negativos de projetos de componentes de ajuda. O paradoxo micro-macro também foi atribuído a práticas de avaliação inadequadas. Por exemplo, as técnicas convencionais de avaliação geralmente enfatizam demais os insumos e os resultados, sem levar em conta suficientemente os impactos sociais. As deficiências das práticas de avaliação predominantes levaram a uma tendência internacional gradual em direção a métodos mais rigorosos de avaliação de impacto.

##### Principais estudos econométricos e suas conclusões
As principais conclusões dos principais estudos econométricos estão resumidas na tabela a seguir.
| Autor/ano                      | Período                        | Resultados sobre a eficácia da ajuda |
| ------------------------------ | ------------------------------ | --- |
| Mosley 1987                    | 1960-1980                      | A ajuda não teve efeito significativo sobre o crescimento econômico. O motivo parecia ser a fungibilidade: a ajuda provavelmente liberava outros recursos para usos improdutivos.                      |
| Boone 1996                     | 1971-1990                      | A ajuda não teve efeito claro sobre as taxas de mortalidade infantil e educação primária. |
| Burnside e Dollar 1997, 2000   | 1970-1993                      | A ajuda teve um impacto positivo no crescimento dos países em desenvolvimento com boas políticas. Mas o efeito geral da ajuda não era claro porque os doadores não visavam especialmente esses países. |
| Svensson 1999                  | Década de 1980, década de 1990 | A ajuda teve um impacto positivo sobre o crescimento em países mais democráticos. Mas, em média, a ajuda não foi canalizada para países mais democráticos.                                             |
| Arvin e Borillas 2002          | 1975-1998                      | A ajuda não teve um efeito claro sobre o PNB per capita. |
| Kosack 2003                    | 1974-1985                      | A ajuda não teve um efeito claro na média, mas melhorou a qualidade de vida quando combinada com a democracia.                                                                                         |
| Dunning 2004                   | 1975-1997                      | Nos primeiros anos após a Guerra Fria, a ajuda externa produziu um pequeno efeito positivo sobre a democracia nos países da África subsaariana, ao contrário do que ocorreu nos 15 anos anteriores.    |
| Easterly et al. 2004           | 1970-1997                      | A conclusão de Burnside e Dollar (2000, veja acima) não é robusta para diferentes definições de ajuda e boa política.                                                                                  |
| Mosley et al. 2004             | 1980-2000                      | A ajuda aumentou os gastos públicos em favor dos pobres nos países de baixa renda. |
| Rajan e Subramanian 2005       | 1960-2000                      | Em média, não houve uma relação positiva sólida entre ajuda e crescimento. |
| Yontcheva e Masud 2005         | 1990-2001                      | A ajuda de ONGs cofinanciadas pela Comissão Europeia reduziu a mortalidade infantil, mas a ajuda bilateral geralmente não reduziu.                                                                     |
| Calderon et al. 2006           | 1971–2002                      | A ajuda não teve efeito claro sobre a pobreza, a desigualdade, o crescimento econômico ou as instituições democráticas.                                                                                |
| Mosley e Suleiman 2007         | 1980-2002                      | A ajuda reduziu a pobreza de forma mais eficaz quando apoiou gastos públicos em agricultura, educação e infraestrutura.                                                                                |
| Bahmani-Oskooee e Oyolola 2009 | 1981-2002                      | A ajuda foi, em média, eficaz na redução da pobreza. |
| Clemens et al. 2011            | 1970-2000                      | A ajuda teve um efeito positivo modesto sobre o crescimento econômico. |
| Alvi e Senbeta 2012            | 1981-2004                      | A ajuda - especialmente a multilateral - reduziu significativamente a pobreza. |
| Kaya et al. 2013               | 1980-2003                      | A ajuda à agricultura reduziu significativamente a pobreza. |
| Hirano e Otsubo 2014           | Década de 1990, década de 2000 | Década de 1990, década de 2000 A ajuda social beneficiou diretamente os mais pobres da sociedade, enquanto a ajuda econômica aumentou a renda dos pobres por meio do crescimento.                      |
| Nunn e Qian 2014               | 1971-2006                      | A ajuda alimentar dos EUA aumentou a incidência e a duração dos conflitos civis, mas não teve nenhum efeito robusto sobre os conflitos entre estados ou o início dos conflitos civis.                  |
| Arndt et al. 2015              | 1970-2007                      | A ajuda estimulou moderadamente o crescimento, promoveu mudanças estruturais, melhorou os indicadores sociais e reduziu a pobreza.                                                                     |
| Petrikova 2015                 | 1994-2011                      | A ajuda teve um pequeno efeito positivo na segurança alimentar |
| Janjua et al. 2018             | 1995-2009                      | O auxílio a projetos teve um efeito significativo no crescimento econômico. O auxílio a programas teve um efeito significativo no desenvolvimento social.                                              |
| Abellán e Alonso 2022          | 1990-2015                      | A ajuda teve um efeito positivo no acesso à água potável, sendo esse efeito especialmente importante quando investimentos consistentes de longo prazo são implementados.                               |

### Análises de fatores que limitam a eficácia da ajuda

#### Fragmentação da ajuda
Os fluxos de ajuda aumentaram significativamente na primeira década do século XXI, mas, ao mesmo tempo, a ajuda se tornou cada vez mais fragmentada. Houve uma explosão no número de doadores e, embora o número de projetos tenha se multiplicado, seu tamanho médio caiu. Os pequenos projetos, muitas vezes limitados em tamanho, escopo e duração, resultaram em poucos benefícios duradouros além do efeito imediato. Com mais participantes, a ajuda se tornou menos previsível, menos transparente e mais volátil.
A fragmentação significa um aumento nos custos para os países receptores, pois os escritórios do governo são forçados a desviar recursos administrativos para lidar com solicitações e reuniões com os doadores. Décadas de desenvolvimento mostraram que, se os países quiserem se tornar menos dependentes da ajuda, eles devem seguir uma abordagem de baixo para cima, em que determinam suas próprias prioridades e contam com seus próprios sistemas para entregar essa ajuda.

#### Volatilidade/imprevisibilidade da ajuda
As informações, tanto em nível dos doadores quanto dos beneficiários, geralmente são precárias, incompletas e difíceis de comparar com outros dados, e o feedback dos beneficiários e as avaliações formais dos projetos são raros. A ajuda é previsível quando os países parceiros podem confiar no valor e no cronograma de desembolso da ajuda. A falta de previsibilidade tem um custo: um estudo avaliou a perda de peso morto associada à volatilidade em uma média de 10% a 20% da ajuda programável de um país em desenvolvimento proveniente da União Europeia nos últimos anos.

#### Redução da responsabilidade dos governos
A geração de receita é um dos pilares essenciais para o desenvolvimento da capacidade do Estado. Métodos eficazes de tributação permitem que um Estado forneça bens e serviços públicos, desde a garantia da justiça até a oferta de educação. A tributação serve simultaneamente como um mecanismo de responsabilidade do governo, construindo relações entre o Estado e os cidadãos, já que os cidadãos agora podem esperar essas provisões de serviços mediante seu consentimento com a tributação. Para os Estados em desenvolvimento e frágeis que não têm essa capacidade de receita, embora a ajuda possa ser uma alternativa aparentemente necessária, ela tem o potencial de prejudicar o desenvolvimento institucional. Os Estados que dependem de porcentagens mais altas de ajuda para a receita do governo são menos responsáveis perante seus cidadãos, pois evitam as relações entre o Estado e os cidadãos que a tributação constrói, e enfrentam menos incentivos para desenvolver instituições públicas. A capacidade limitada do governo resultante da presença e da eficácia institucional abaixo da média leva a: "corrupção onipresente de funcionários do Estado, grandes lacunas entre a lei e a prática real na regulamentação de negócios, trabalhadores que nem sequer aparecem, médicos que não fazem medicina, professores que não ensinam".
Na opinião de James Shikwati, a ajuda na África sustenta as elites políticas que implementam uma agenda colonial ou neocolonial de subsídios e distorções de mercados que atrasam os países africanos.

#### A vinculação da ajuda
A ajuda vinculada é definida como ajuda a projetos contratada pela fonte a empresas privadas no país doador. Refere-se à ajuda vinculada a bens e serviços fornecidos exclusivamente por empresas ou agências do país doador. A ajuda vinculada aumenta o custo da assistência e tem a tendência de fazer com que os doadores se concentrem mais no avanço comercial de seus países do que no que os países em desenvolvimento precisam. Há muitas maneiras pelas quais a ajuda pode ser projetada para perseguir os objetivos comerciais dos doadores. Um desses meios generalizados é a insistência em produtos do país doador.
Outros argumentam que vincular a ajuda a produtos do país doador é senso comum; é um uso estratégico da ajuda para promover os negócios ou as exportações do país doador. Argumenta-se ainda que a ajuda vinculada - se bem projetada e gerenciada de forma eficaz - não necessariamente comprometeria a qualidade e a eficácia da ajuda. No entanto, esse argumento seria válido principalmente para a ajuda programática, em que a ajuda está vinculada a projetos ou políticas específicas e em que há pouco ou nenhum interesse comercial. Deve-se enfatizar, entretanto, que o interesse comercial e a eficácia da ajuda são duas coisas diferentes, e seria difícil buscar o interesse comercial sem comprometer a eficácia da ajuda. Portanto, a ideia de maximizar o desenvolvimento deve ser separada da noção de buscar o interesse comercial. A ajuda vinculada melhora o desempenho das exportações dos doadores, cria negócios para empresas locais e empregos. Ela também ajuda a expor as empresas que não tiveram nenhuma experiência internacional no mercado global a fazê-lo.

#### Fungibilidade do auxílio
O auxílio geralmente é fungível, o que significa que as atividades auxiliadas que parecem ser bem-sucedidas podem estar preenchendo uma função que, de qualquer forma, seria coberta por recursos locais; o efeito do auxílio é, portanto, apenas liberar esses recursos locais para outros fins, o que pode não ser tão desejável.

## Formas de melhorar a eficácia da ajuda

### Direcionamento mais preciso da ajuda

#### Usando o setor privado
De acordo com Laurie Garrett, para que a ajuda à saúde seja maximizada de forma eficiente e otimizada, as doações precisam ser direcionadas a áreas como indústrias locais, franquias ou centros de lucro nos países em desenvolvimento. Ao fazer isso, essas ações podem sustentar os gastos relacionados à saúde e resultar em crescimento no longo prazo.
Paul Collier, em The Bottom Billion, sugere um modelo que ele chama de "Autoridades de Serviços Independentes". Essas são organizações, independentes do governo, que cooptam a sociedade civil para gerenciar a ajuda e o dinheiro público e incorporam o escrutínio da opinião pública e das ONGs para determinar como maximizar o resultado do gasto desse dinheiro.
William Easterly conta uma história em O Fardo do Homem Branco, onde ele diz que ajudar os cerca de três milhões de pessoas infectadas com malária a cada ano pode não ser tão simples quanto enviar mosquiteiros para a África. Na maioria das vezes, essas redes são desviadas para o mercado negro e usadas em atividades mais empreendedoras, como, por exemplo, a fabricação de redes de pesca. No entanto, Easterly relata que, quando são introduzidos esquemas em que as redes mosquiteiras estão disponíveis no mercado por um preço acessível, o uso delas aumenta drasticamente. Ele defende o uso de esquemas localizados e personalizados como esse para ajudar os pobres do mundo e desconta esquemas ambiciosos e abrangentes que afirmam ser uma panaceia completa para a pobreza.

#### Sensibilidade às instituições do país beneficiário
Como a eficácia da ajuda geralmente depende do bom funcionamento das instituições do país beneficiário, e como os possíveis beneficiários são muito variados nesse aspecto, Charles Kenny (2006) argumenta que as estratégias de ajuda devem ser adaptadas ao estado das instituições em cada caso. Quando as instituições são fortes, é apropriado fornecer ajuda programática. Nos casos em que elas são fracas, pode haver um papel para a ajuda na análise, na formação de consenso e na assistência técnica para melhorá-las e, enquanto isso, outros projetos "isolados" podem ir adiante se não prejudicarem as perspectivas de desenvolvimento de instituições governamentais sólidas.

#### Reforma das instituições estatais
O renomado economista peruano Hernando De Soto, em seu livro O Mistério do Capital, também afirma com firmeza que a África já tem a riqueza de recursos de que precisa para sair da pobreza, mas só lhe faltam as instituições que permitam a criação de riqueza a partir dessas riquezas. A documentação precária dos ativos e a falta de direitos de propriedade significam que as pessoas não podem garantir seus ativos. Por exemplo, se um fazendeiro habita uma área de terra que está em sua família há gerações, em sua opinião, para todos os efeitos, ele é o proprietário da terra. Entretanto, ele não possui um título de propriedade da terra que demarque claramente os limites de sua propriedade, o que significa que ele não pode colocar essa terra como garantia para assegurar um empréstimo. Esse exemplo simplista pode ajudar a explicar por que o investimento (e, portanto, o crescimento) é inibido; o espírito de empreendedorismo pode estar presente, mas as ferramentas para participar dele, no entanto, não estão. A resposta, portanto, parece simples: criar instituições que forneçam documentação transparente dos ativos e permitam que eles sejam convertidos em liquidez com facilidade. Na prática, porém, isso pode não ser tão simples e envolveria grandes reformas na estrutura burocrática de um Estado. Assim, a questão principal é como a ajuda pode ajudar a promover instituições melhores.

### Melhores práticas de acordo com os Fóruns de Alto Nível sobre a Eficácia da Ajuda
A Declaração de Paris e outros resultados dos Fóruns de Alto Nível sobre a Eficácia da Ajuda (2003-2011) incorporaram um amplo consenso sobre o que precisava ser feito para produzir melhores resultados de desenvolvimento. Seus princípios abrem as possíveis maneiras de empreender, que também podem ser interpretadas como os principais objetivos da boa ajuda: promover a apropriação das políticas e estratégias de desenvolvimento pelos países beneficiários, maximizar a coordenação e a harmonização dos doadores, melhorar a transparência da ajuda e a responsabilidade mútua de doadores e beneficiários, só para citar alguns.
Os fóruns foram apoiados pelo trabalho realizado pela OCDE, que explorou - por meio de revisões por pares e outros trabalhos do Comitê de Assistência ao Desenvolvimento (DAC) - os motivos pelos quais a ajuda funcionou e não funcionou. Isso resultou em um conjunto de melhores práticas e princípios que podem ser aplicados globalmente para fazer com que a ajuda funcione melhor.

#### Melhorando a transparência da ajuda e a responsabilidade mútua de doadores e beneficiários
Alguns acreditam que o caminho para a melhoria é por meio de melhor monitoramento e avaliação, maior transparência, responsabilidade e aprendizado. Por exemplo, Stefan Schmitz, ex-funcionário sênior de ajuda do governo alemão e da OCDE, argumentou que os deveres de prestação de contas, a ação orientada para os resultados e as avaliações contínuas de desempenho são essenciais para a eficácia da ajuda, mas a vontade política já deve estar presente para que isso aconteça.
A Agenda de Ação de Acra afirma que a transparência e a responsabilidade são elementos essenciais para os resultados do desenvolvimento, bem como impulsionadores do progresso. A responsabilidade e a transparência mútuas são um dos cinco compromissos de parceria da Declaração de Paris. Por meio da "transparência", os doadores e os beneficiários podem ser responsabilizados pelo que gastam e a ajuda pode se tornar mais eficaz conhecendo-se os três Ws da transparência:
- Quem doa dinheiro para qual beneficiário?
- Que projeto está sendo financiado e com que finalidade? e
- Onde?[84]

A transparência oferece uma resposta valiosa à insegurança, tornando a ajuda "previsível" e "confiável". Foi demonstrado que a transparência melhora a prestação de serviços e reduz as oportunidades de desvio e, portanto, de corrupção.
A transparência pode ser definida como uma expressão básica da responsabilidade mútua. A responsabilidade mútua só pode funcionar se houver uma cultura global de transparência que exija o fornecimento de informações por meio de um conjunto de regras e normas de comportamento, que são difíceis de serem aplicadas no caso da cooperação oficial para o desenvolvimento. Em especial para os doadores de economias emergentes e para a assistência privada ao desenvolvimento, essas normas estão apenas em um estágio inicial. Kharas sugere a adoção da abordagem de "regulamentação por meio de informações", que foi desenvolvida e provou sua eficácia no caso da integração europeia. De fato, em nível internacional, quando a aplicação de regras obrigatórias é difícil, a solução poderia ser fornecer e disponibilizar informações transparentes, relevantes, precisas e confiáveis, que podem ser usadas para recompensar ou sancionar agências de ajuda individuais de acordo com seu desempenho. Isso significa estabelecer uma forte cultura de responsabilidade dentro da ajuda, que recompense os sucessos da ajuda e penalize os fracassos.
Para conseguir isso, a literatura sobre o tema sugere que os doadores devem concordar em adotar um formato padronizado para fornecer informações sobre volume, alocação e resultados, como a Iniciativa Internacional de Transparência da Ajuda (IATI) ou outros padrões semelhantes, e comprometer-se a melhorar os bancos de dados dos países receptores com apoio técnico, financeiro e informativo. O formato deve ser facilmente baixável e com desagregação suficiente para permitir a comparação com outros dados. Tornar os dados de ajuda públicos e comparáveis entre os doadores provavelmente incentivaria um processo de emulação positiva para um melhor uso dos fundos públicos. Afinal de contas, a assistência oficial ao desenvolvimento (ODA) é uma transferência voluntária que depende do apoio dos contribuintes dos países doadores. Portanto, os doadores devem considerar a possibilidade de melhorar a transparência e a rastreabilidade dos fundos de ajuda também como uma forma de aumentar o engajamento e o apoio à ajuda em seu próprio país. Além disso, uma adoção generalizada da IATI garantiria a publicação de informações sobre a ajuda em tempo hábil, a compatibilidade com os orçamentos dos países em desenvolvimento e a confiabilidade das projeções futuras, o que teria um efeito forte e positivo sobre a previsibilidade da ajuda.
Por fim, para melhorar a prestação de contas e, ao mesmo tempo, desenvolver capacidades de avaliação nos países receptores da ajuda e coletar sistematicamente o feedback dos beneficiários, devem ser considerados diferentes mecanismos para avaliar e monitorar a transparência, como revisões independentes de terceiros, revisões por pares ou revisões mútuas.